# Шалвари
Шалвари (на персийски: شلوار – шалвар, означаващо „панталон“) са широки, подобни на пижама панталони, носени както от мъже, така и от жени. Те са част от националното и традиционно облекло на някои народи. При някои народи те са много широки около бедрата, в талията се набират и стягат с връв или ластик, дълги са до глезените и се стесняват значително надолу. При други народи, например Индия, те са широки и прави и се носят предимно от жени като част от шалвар камиза (цялостен костюм).